# Šťovík
Šťovík (Rumex) je rod jednoletých nebo vytrvalých, dvouděložných rostlin, rozšířených asi ve 200 druzích v mírných pásmech všech světadílů. Jsou to převážně rostliny s bylinnými lodyhami které obsadily rozličné biotopy. Některé druhy požadují vlhké půdy, jiné suché a obvykle všem prospívá dostatek slunce, některé snášející i zasolenou půdu.

## Popis
Jednoleté nebo vytrvalé rostliny s listovou růžici a s přímou, vystoupavou či poléhavou, obvykle větvenou lodyhou která vyrůstá z delšího kořene nebo článkovitého oddenku. Lysé nebo pýřité listy jsou jednoduché, masité a často se listy bazální liší od listů lodyžních, někdy mívají řapíky, bývají různě veliké, po obvodě bývají celokrajné nebo zvlněné a mají blanité botky.
Rostliny bývají jednodomé, někdy mnohomanželné a jejich drobné květy mohou být oboupohlavné nebo jsou funkčně pouze jednopohlavné. Květy vyrůstající v přeslenech a tvoří jednoduchá či rozvětvená květenství, terminální nebo úžlabní laty či klasy, bývají zbarveny zeleně nebo společně se stopkami jsou narůžovělé až cihlově červené. Květ má okvětí složeno ze šesti plátku rostoucích ve dvou kruzích, vnější jsou drobné a opadavé, vnitřní vytvářejí kolem rostoucího plodu ochranné krovky. V oboupohlavném květu je šest tyčinek se žlutými až nahnědlými prašníky, ze tří plodolistů složený semeník s jediným vajíčkem a tři čnělky se štětičkovitými bliznami, opylovány jsou nejčastěji větrem. Plody jsou tříhranné, eliptické nebo vejčité nažky obalené v krovkách.

## Význam
Ekonomický význam šťovíků není velký. Některé druhy, např. šťovík kyselý, bývají pěstovány pro velký obsah vitamínů A i C a jako přísady do salátů a zeleninových polévek. Rostliny však obsahují hodně kyseliny šťavelové odbourávající z těla vápník a při konzumaci většího množství škodící. Některé druhy šťovíku se zkrmují dobytkem nebo se zkoušejí jako energetické plodiny ke spalování či výrobě bioplynu, např. Rumex OK 2. Listy šťovíků slouží někdy jako žírné rostliny housenkám motýlů.
Mnohé druhy šťovíků, např. šťovík tupolistý, šťovík kadeřavý, šťovík alpský, bývají považovány za obtížné plevele či invazní druhy které se rychle šíří po krajině a jsou na obhospodařovaných půdách ničeny. Květy šťovíků mají velká množství drobného pylu zanášeného větrem na velké vzdálenosti a u citlivých lidí mohou vyvolat alergické reakce.

## Taxonomie
Rod šťovík je tvořen asi 200 druhy, mnohé z nich jsou variabilní a navzájem se podobají, jejich určování je proto nelehké. Jen v české přírodě vyrůstá, trvale nebo přechodně, těchto 23 druhů rodu šťovík:
- šťovík alpský (Rumex alpinus L.)
- šťovík árónolistý (Rumex arifolius All.)
- šťovík bahenní (Rumex palustris Sm.)
- šťovík dlouholistý (Rumex longifolius DC.)
- šťovík háčkatý (Rumex brownii Campd.)
- šťovík kadeřavý (Rumex crispus L.)
- šťovík klubkatý (Rumex conglomeratus Murray)
- šťovík koňský (Rumex hydrolapathum Huds.)
- šťovík krvavý (Rumex sanguineus L.)
- šťovík kyselý (Rumex acetosa L.)
- šťovík menší (Rumex acetosella L.)
- šťovík obvejčitý (Rumex obovatus Danser)
- šťovík přímořský (Rumex maritimus L.)
- šťovík rozvětvený (Rumex thyrsiflorus Fingerh.)
- šťovík stěsnaný (Rumex confertus) Willd.)
- šťovík svraskalý (Rumex rugosus Campd.)
- šťovík štítnatý (Rumex scutatus) L.)
- šťovík trojmozolný (Rumex triangulivalvis Rech. f.)
- šťovík tupolistý (Rumex obtusifolius L.)
- šťovík úzkolistý (Rumex stenophyllus Ledeb.)
- šťovík vodní (Rumex aquaticus L.)
- šťovík zahradní (Rumex patientia L.)
- šťovík zubatý (Rumex dentatus L.)

## Hybridizace
V rodu šťovík dochází často k hybridizaci, jejím výsledkem je vznik mnoha kříženců a jen někteří z nich jsou dále plodní. V české přírodě se objevuje stabilně nebo jen příležitostně téměř 30 kříženců. Mezi ně patří i
- Rumex OK 2 (Rumex patientia × R. tianschanicus) 'Uteuša', nazývaný krmný či energetický šťovík, zkoušený v Česku jako krmná i energetická plodina.[1][2][3][4][5]

## Galerie

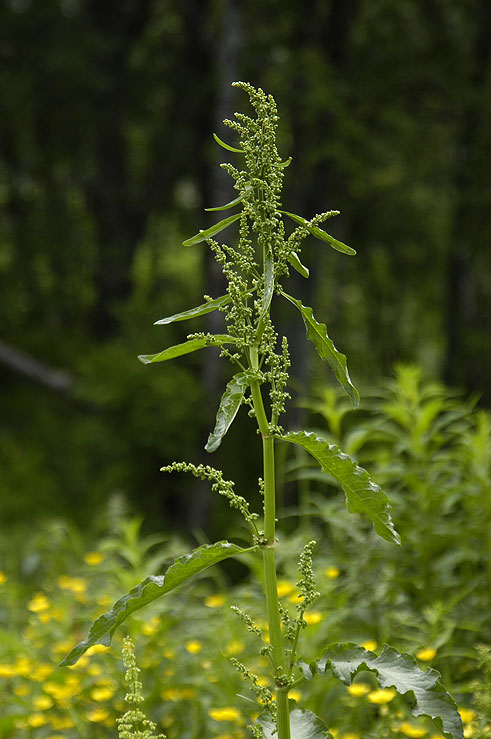
Šťovík dlouholistý
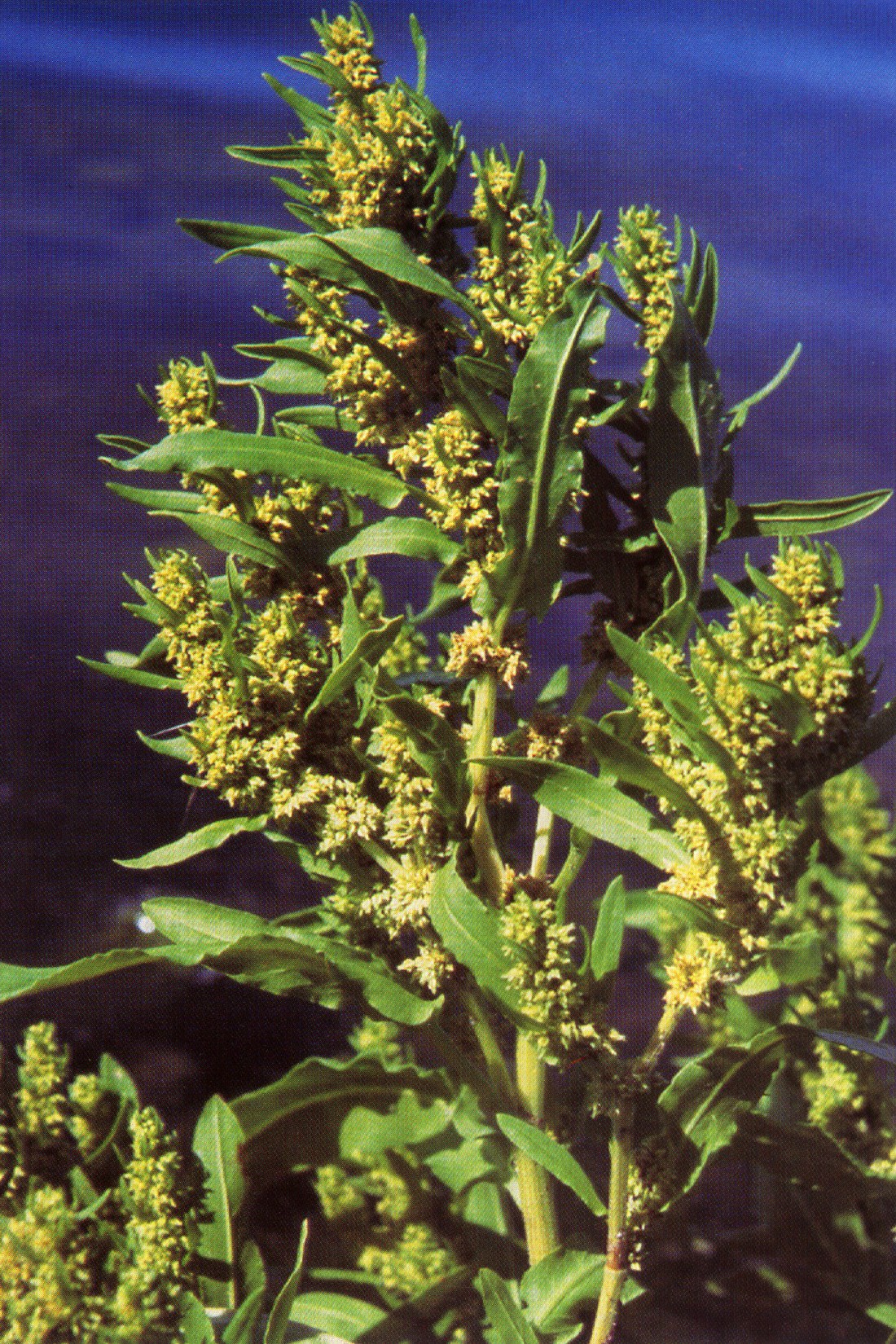
Šťovík přímořský
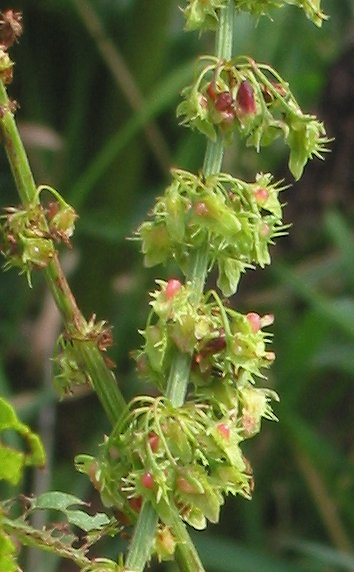
Opylená květenství
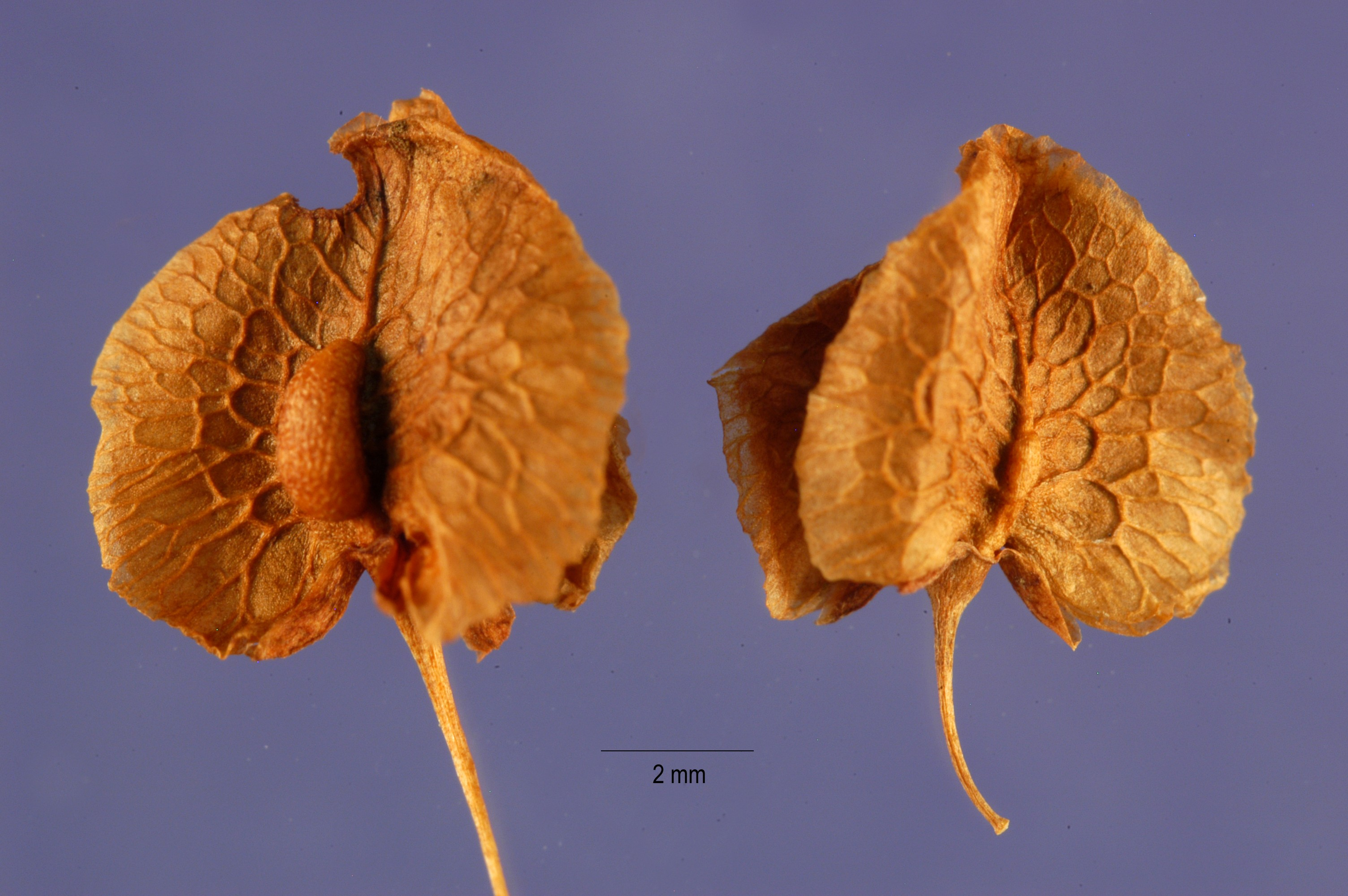
Křídlaté krovky